# Sphenomorphus oligolepis
Sphenomorphus oligolepis este o specie de șopârle din genul Sphenomorphus, familia Scincidae, descrisă de Boulenger 1914. Conform Catalogue of Life specia Sphenomorphus oligolepis nu are subspecii cunoscute.